# 雫石車站
雫石車站（日语：〔〕／ Shizukuishi eki */?）是位於日本岩手縣雫石町，由東日本旅客鐵道（JR東日本）所經營的鐵路車站。本站在官方的定義中是JR東日本所屬的地方交通線田澤湖線的車站，但在實務上，在此路段中以在來線路軌升級而成的迷你新幹線秋田新幹線與田澤湖線實際上是使用同一條路線的兩個系統，而這兩個系統的列車皆會在本站停靠，使本站成為沿線的轉車站之一。而因為上述兩鐵路共用路線，站區內的新幹線與在來線月台區並沒有完全隔開，而是共用相同的檢票口。
本站為最少新幹線定期班次的新幹線車站，並且是每日最遲有第一班新幹線的新幹線車站。本站也曾在2002年時入選東北車站百選名單之列。

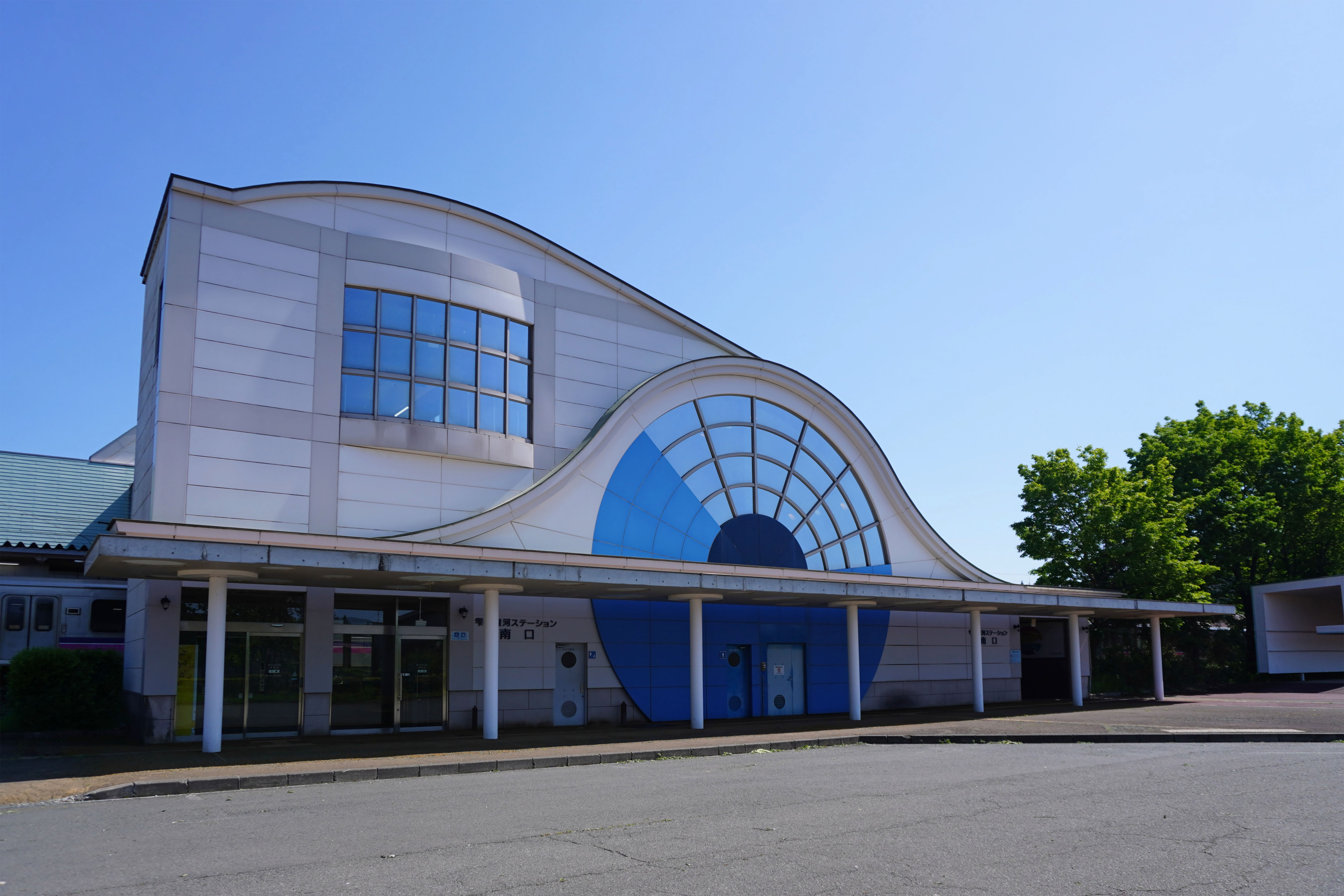
南口（2024年5月）

## 車站結構

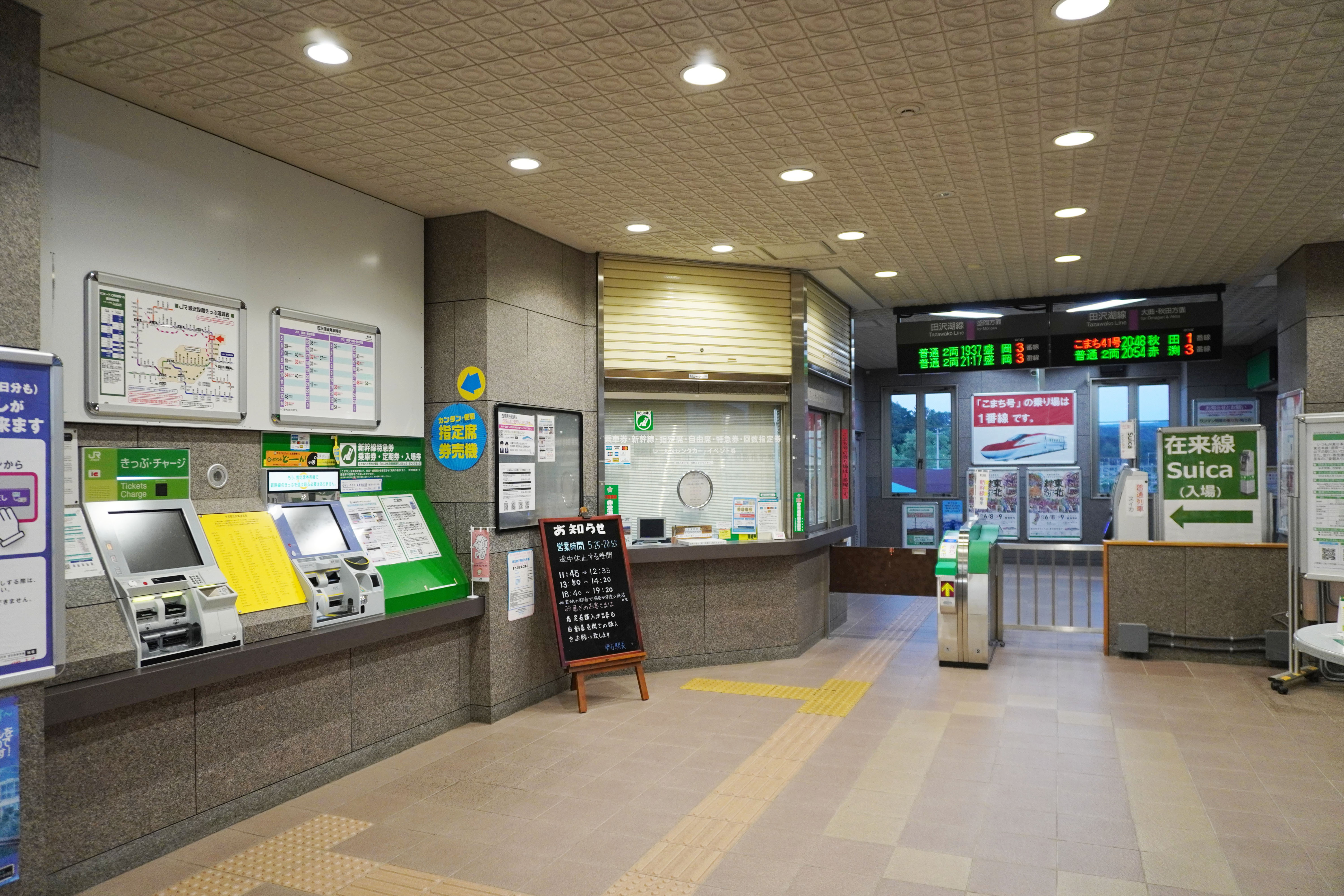
驗票閘口（2024年5月）
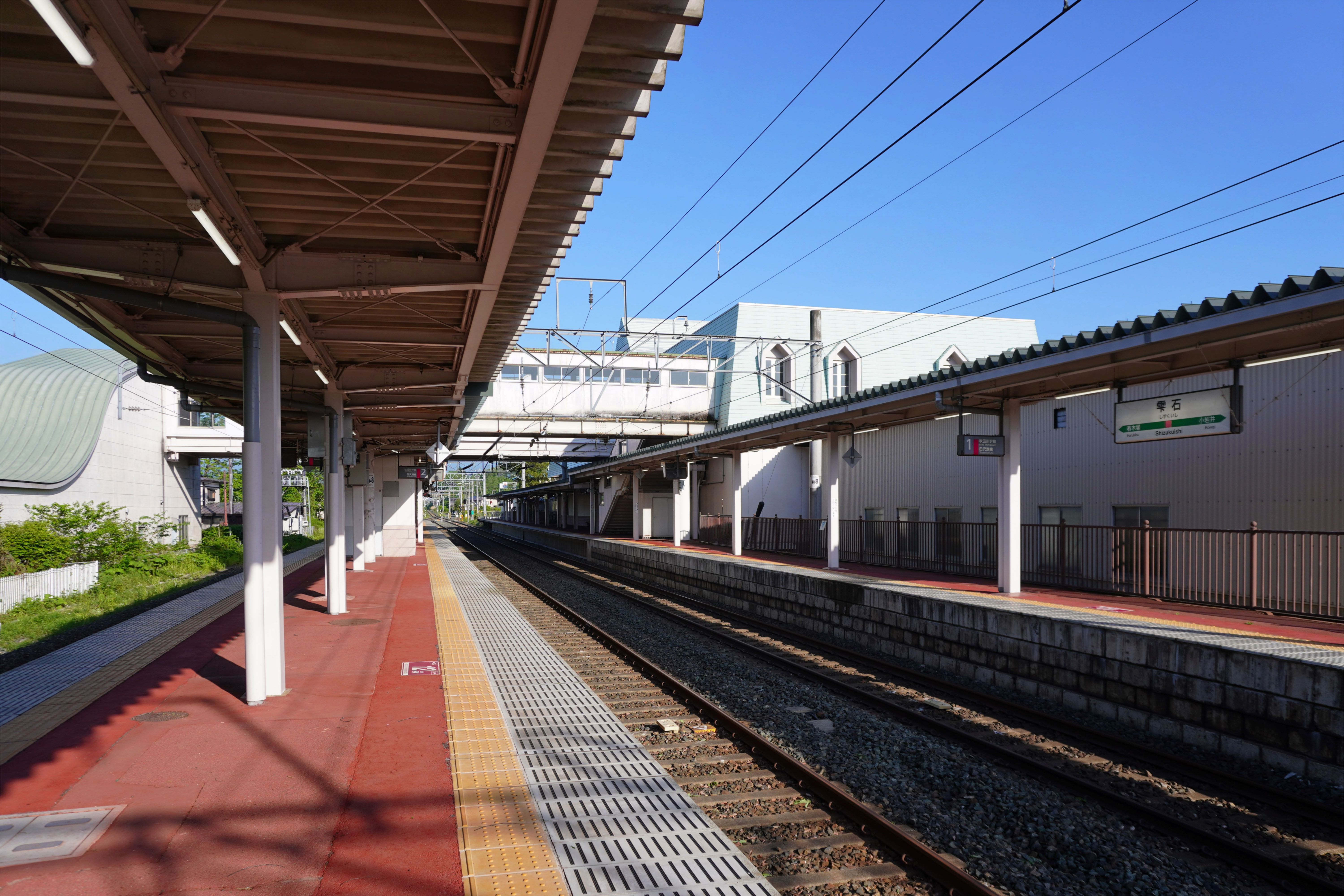
月台（2024年5月）

本站為側式月台1面1線與島式月台1面2線，合計2面3線的地面車站，並設有跨站式站房。秋田新幹線小町號基本上停靠1號月台。若有小町號列車交會，下行列車則停靠2號月台。田澤湖線普通列車主要於2號和3號月台開出，也有1號月台開出的列車。折返列車使用3號月台開出。
本站為直營站（配置站長）和管理站，並負責管理大釜站到赤淵站之間的各車站。站內設有綠窗口（營業時間：5時30分－22時30分）、指定席售票機、自動售票機各1台合計2台，候車室、旅遊資訊所。

### 月台配置
| 月台 | 路線        | 方向 | 目的地                                 |
| ---- | ----------- | ---- | -------------------------------------- |
| 1    | ■秋田新幹線 | 上行 | 盛岡、仙台、東京方向                   |
| 1    | ■秋田新幹線 | 下行 | 大曲、秋田方向                         |
| 1    | ■田澤湖線   | 下行 | 田澤湖、大曲方向                       |
| 1    | ■田澤湖線   | 上行 | 盛岡方向                               |
| 2    | ■田澤湖線   | 上行 | 盛岡方向                               |
| 2    | ■秋田新幹線 | 下行 | 大曲、秋田方向（臨時停車時以外不使用） |
| 3    | ■田澤湖線   | 下行 | 田澤湖、角館、大曲方向                 |
| 3    | ■田澤湖線   | 上行 | 盛岡方向                               |

## 使用情況
以下是歷年平均搭乘人次統計：
| 年度   | 每日平均乘客數 | 參考資料 |
| ------ | -------------- | -------- |
| 2000年 | 771            | [ 3 ]    |
| 2001年 | 739            | [ 4 ]    |
| 2002年 | 727            | [ 5 ]    |
| 2003年 | 706            | [ 6 ]    |
| 2004年 | 674            | [ 7 ]    |
| 2005年 | 649            | [ 8 ]    |
| 2006年 | 631            | [ 9 ]    |
| 2007年 | 626            | [ 10 ]   |
| 2008年 | 641            | [ 11 ]   |
| 2009年 | 633            | [ 12 ]   |
| 2010年 | 622            | [ 13 ]   |
| 2011年 | 585            | [ 14 ]   |
| 2012年 | 574            | [ 15 ]   |
| 2013年 | 574            | [ 1 ]    |

## 相鄰車站
東日本旅客鐵道
■秋田新幹線
盛岡－雫石－田澤湖
■田澤湖線
小岩井－雫石－春木場

## 外部連結
- JR東日本－雫石車站 （页面存档备份，存于）（日語）

39°41′22″N 140°58′29″E / 39.68944°N 140.97472°E